# Muzeum moderního umění São Paulo
Muzeum moderního umění São Paulo (portugalsky: Museu de Arte Moderna de São Paulo neboli MAM) je galerie výtvarného umění, která se nachází v parku Ibirapuera v brazilském městě São Paulo.
Muzeum založil Francisco Matarazzo Sobrinho a bylo postaveno v roce 1948. Jeho vzorem je Muzeum moderního umění v New Yorku. Muzeum moderního umění São Paulo má ve sbírce více než 4000 děl umělců, jako jsou Anita Malfattiová, Alfred Barye, Aldo Bonadei, Alfredo Volpi, Emiliano Di Cavalcanti, José António da Silva, Joan Miró, Marc Chagall, Mario Zanini a Pablo Picasso.
Mezi těmi, kdo v muzeu studovali, byla malířka Sylvia Martinsová.

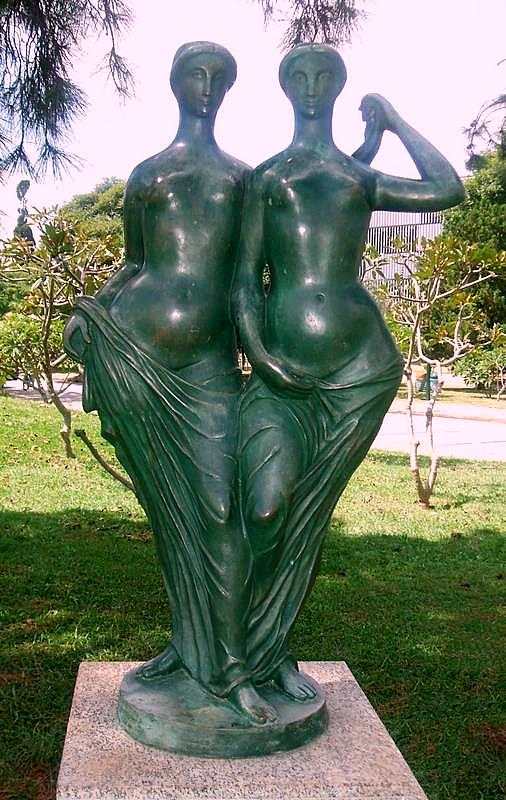
Alfredo Ceschiatti, Sestry
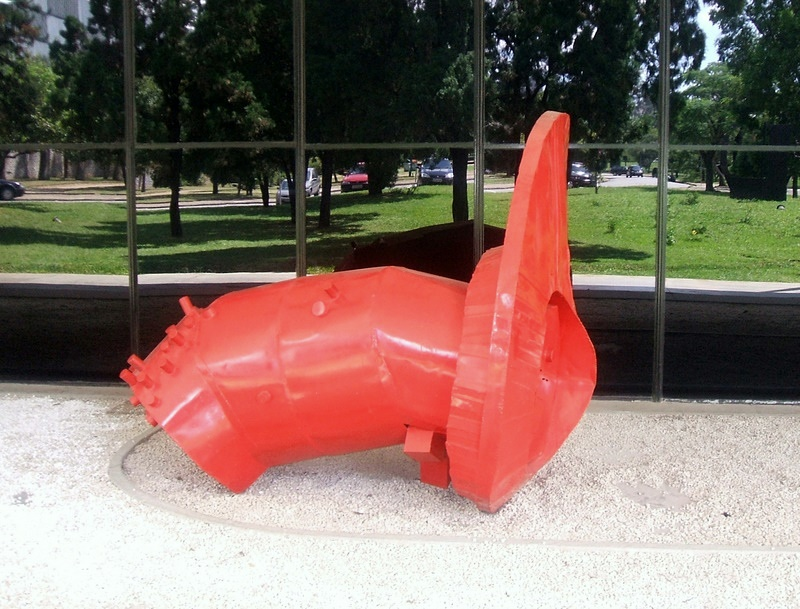
Caciporé Torres, Předmět
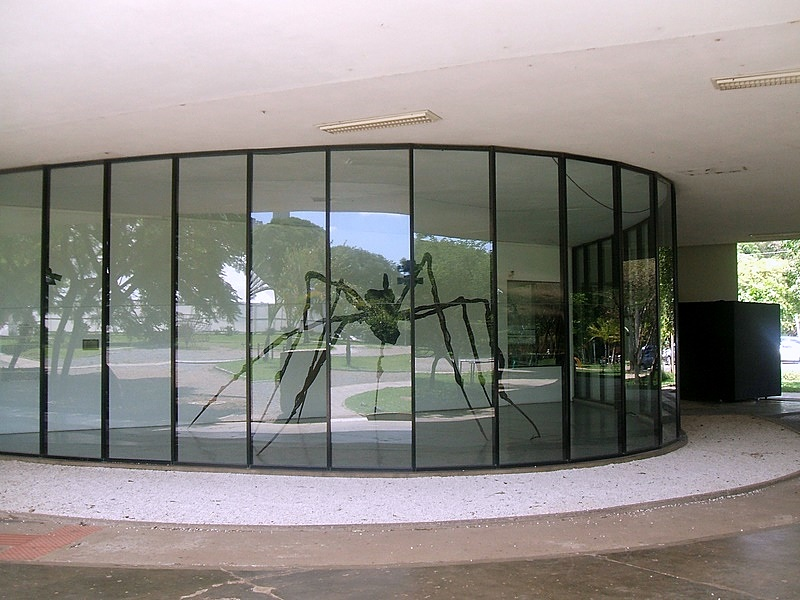
Louise Bourgeois, Pavouk
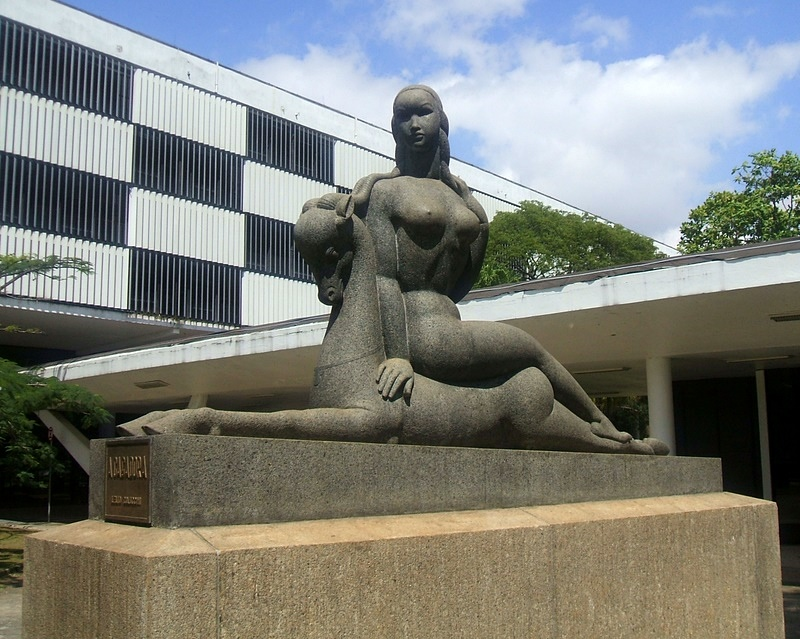
Lelio Coluccini, Lovkyně
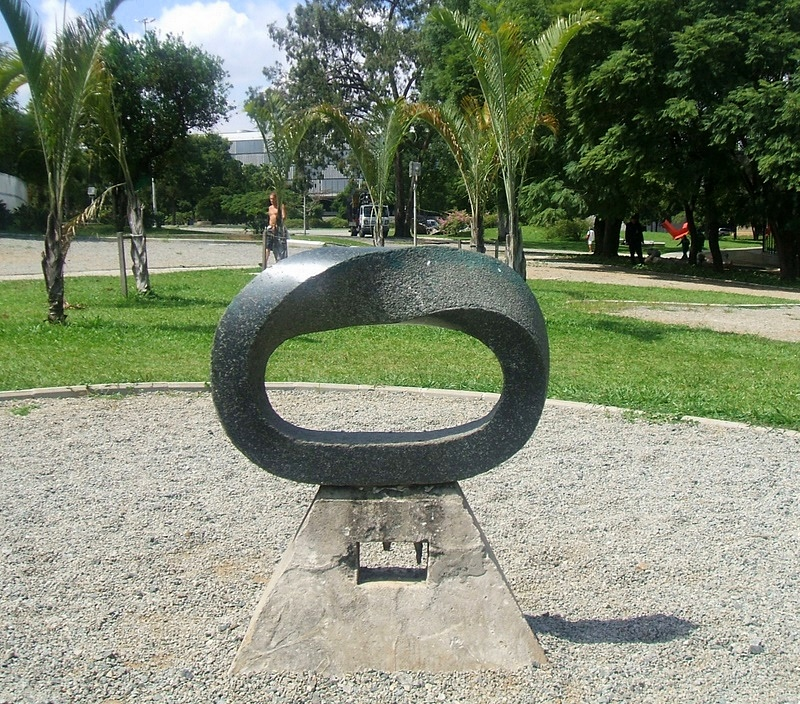
Hisao Ohara, Zkroucený kámen
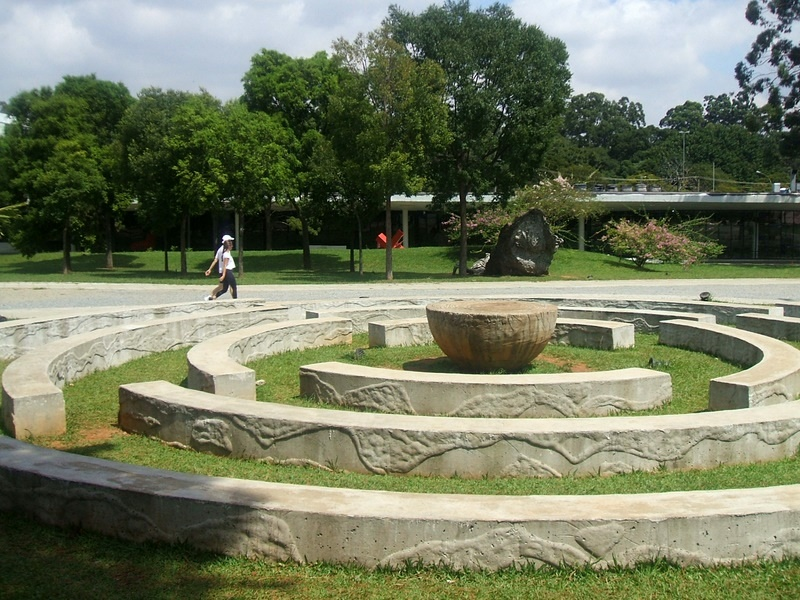
Denise Milanová a Ary Perez, Sectiones mundi
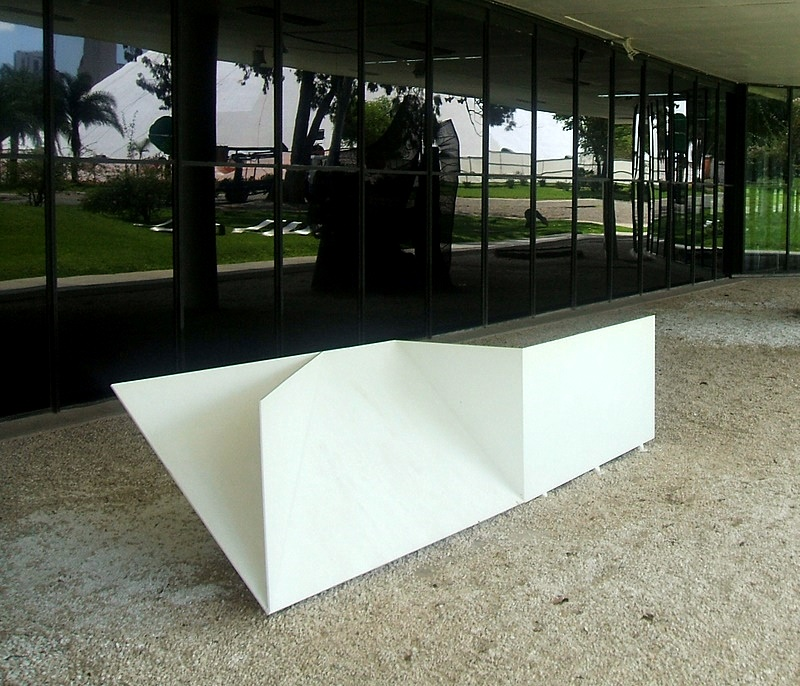
Antonio Lizárraga, Alusivní realita